# Franz Leopold Lafontaine
Pour les articles homonymes, voir Lafontaine.
Franz Anton Leopold Lafontaine, né le 14 janvier 1756 à Biberach an der Riß en Haute-Souabe, mort le 12 décembre 1812 à Moguilev en Biélorussie, est un médecin militaire allemand au service de la monarchie de Habsbourg puis de la Pologne. Il meurt pendant la campagne de Russie en 1812.

## Origines

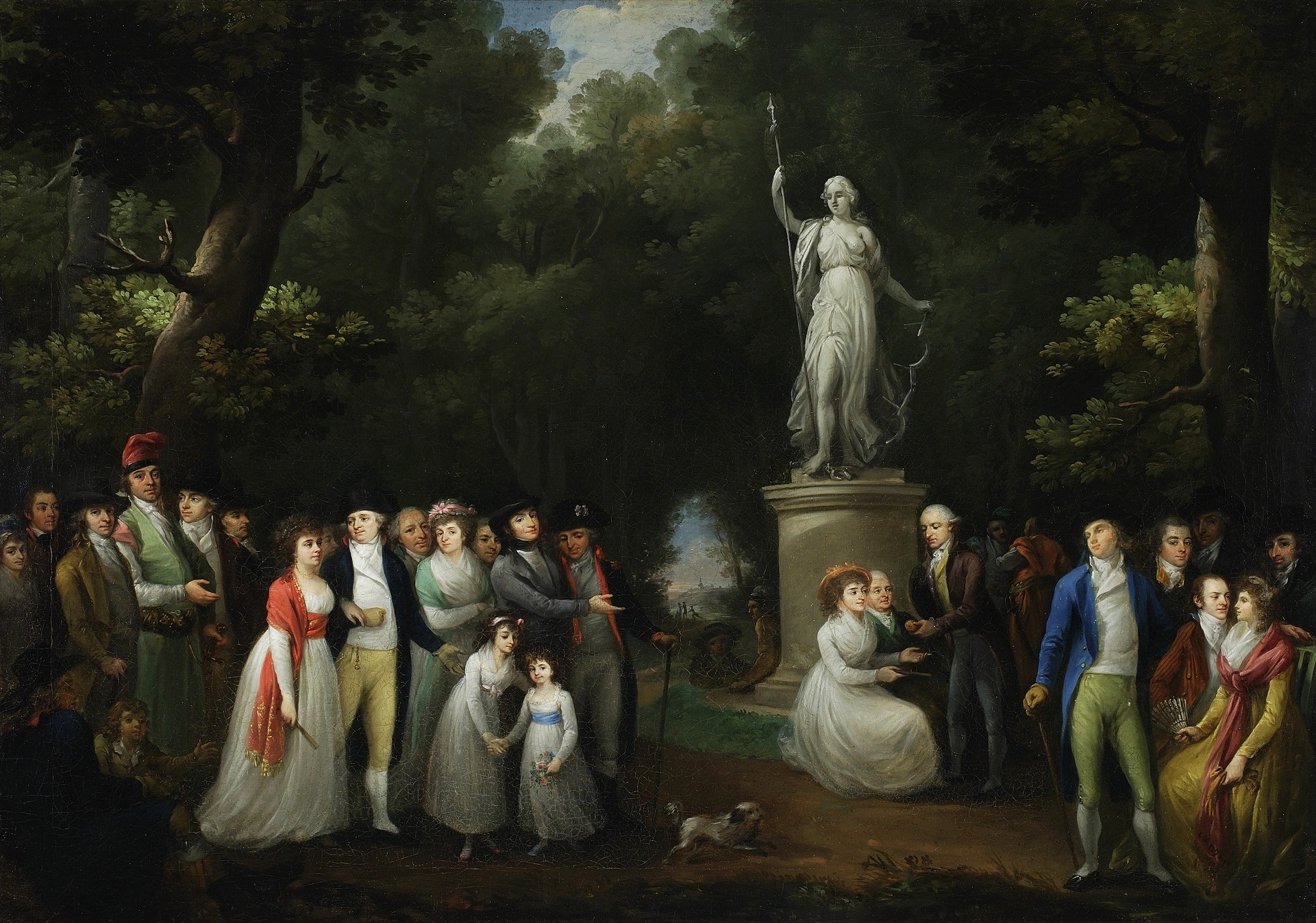
Rencontre dans le parc des bains royaux, par Kazimierz Wojniakowski, 1797

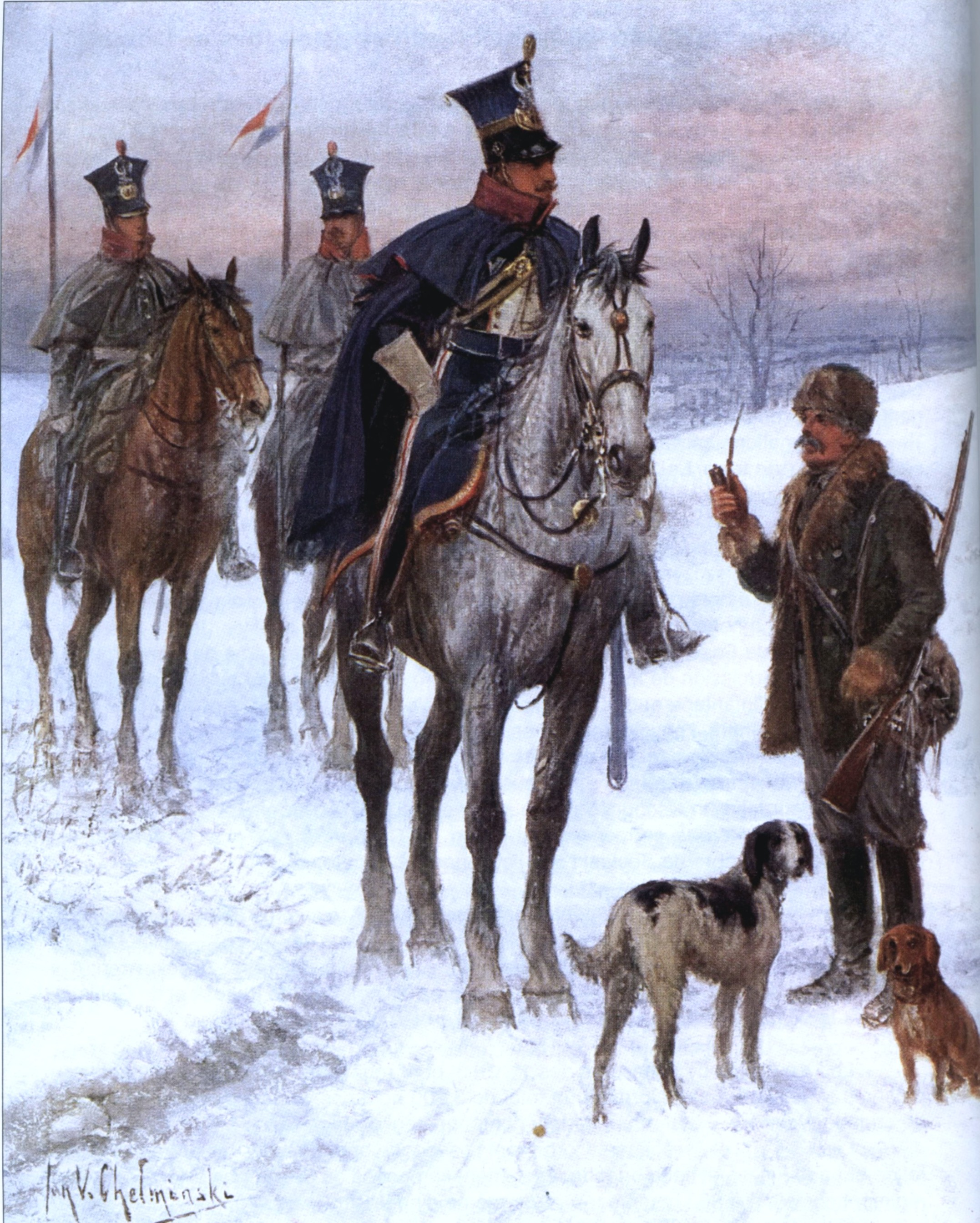
Uhlans de l'armée du duché de Varsovie, par Jan Chełmiński (1851-1925)

Franz Anton Leopold Lafontaine est le fils de Benno Leopold Ignaz Lafontaine, un commerçant de la ville de Biberach an der Riß, et de son épouse Katharina Franziska Leonhardt. Il étudie chez les bénédictins de Biberach puis devient apprenti dans une pharmacie. En 1774, il part étudier la médecine à Strasbourg où il obtient son diplôme de chirurgie en 1777. Par la suite, en 1778, il se rend à Vienne pour compléter sa formation. En 1780, il intègre le corps des chirurgiens de l'armée impériale autrichienne et participe à des missions en Crimée et en Galicie, récemment annexée par l'Autriche lors du premier partage de la Pologne en 1772. En 1782, il s'établit avec son régiment à Tarnów avant de quitter l'armée la même année pour exercer auprès d'une clientèle privée, d'abord au service de la princesse Lubomirski puis à Cracovie.

## Carrière au service de la Pologne
En 1787, Franz Leopold Lafontaine se rend à Varsovie où il devient médecin à la cour du roi Stanislas II Poniatowski. En 1791, il obtient son diplôme de médecine de l'université de Halle sans passer d'examen.
Il devient une figure éminente de la ville, accueillant des personnalités telles que Tadeusz Kościuszko, Jan Henryk Dąbrowski et le prince Józef Poniatowski, chefs de l'opposition aux partages de la Pologne. Membre actif de la franc-maçonnerie, il est affilié à la loge « Au formidable avantage » à Cracovie, puis à la loge « Déesse d'Éleusis » à Varsovie. En 1803, il acquiert le domaine de Falęcin près de Czersk.
Après la création du duché de Varsovie par Napoléon en 1807, Franz Leopold Lafontaine devient médecin de l'armée du duché de Varsovie dirigée par Józef Poniatowski. En 1811, il est promu chirurgien-chef de l'armée, tandis que le docteur d'origine italienne Michał Bergonzoni occupe le poste de médecin-chef. Il établit une école de médecine et chirurgie militaire ainsi que des hôpitaux militaires, et promeut la vaccination en Pologne. Il publie une étude sur la plique polonaise, une maladie endémique, ainsi qu'une recherche sur la fièvre aphteuse.
Bien qu'il parle peu le polonais et préfère écrire en latin, allemand ou français, il rédige une pièce de théâtre intitulée Conscription, traduite en polonais et représentée à Varsovie en 1809.
En 1812, il accompagne le corps polonais de la Grande Armée lors de la campagne de Russie. Capturé par l'armée russe, il décède en captivité à Moguilev (Mohylew) le 12 décembre 1812.
Lors de ses funérailles en 1814, Michał Bergonzoni prononce son oraison funèbre devant la société des Amis des sciences de Varsovie.

## Famille et descendance
En 1789, Franz Leopold Lafontaine épouse Maria Theresia Kornely (1765-1827), également connue sous le nom de de Kornély. Elle est la fille de Nathan Adelkind, un commerçant juif de cour originaire de Pologne et établi en Hongrie, qui s'est converti au christianisme et a adopté le nom de « Joseph Kornély » (en hommage à Cornelius Adelkind, un illustre imprimeur et éditeur vénitien du XVIe siècle).
Le couple a deux filles :
- Sophie (1790-1831), qui épouse le général polonais Maurycy Hauke.
- Victoria (1800-1849), qui se marie d'abord avec Kazimierz Tomasz Słupecki-Rawicz, un aristocrate polonais, puis en secondes noces avec Karl Joseph Lessel, un riche pâtissier de Varsovie et cousin du compositeur Franciszek Lessel.

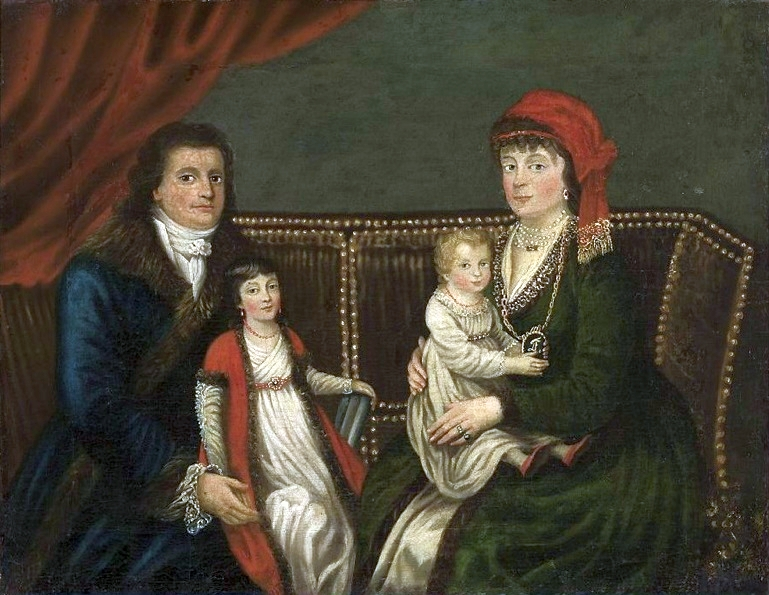
Franz Leopold Lafontaine, sa femme Maria Theresia et leurs filles Sophie et Victoria, peinture anonyme, v. 1790-1800, musée national de Varsovie.

Sophie Lafontaine, devenue Hauke, est la mère de Julia Hauke (1825-1895), qui deviendra dame de compagnie de la tsarine Marie et épousera ensuite le prince Alexandre de Hesse. Le couple Julia Hauke et Alexandre de Hesse est à l'origine de la lignée princière de Battenberg/Mountbatten.

## Œuvres
- Description des effets que produisent les eaux chaudes sulfuriques et froides ferrugineuses aux bains de Krzeszowice, village situé dans le palatinat de Cracovie, Cracovie, 1784 ;
- Chirurgisch-medicinische abhandlungen verschidenen inhalts polen betreffend, mit kupferst, Breslau et Leipzig, 1792 : ouvrage écrit en allemand, dédié au roi Stanislas II et contenant la description de la plique polonaise ;
- Journal de santé, destiné à l'usage de toutes les classes des habitants de la Pologne, Varsovie, publié en 1801 et 1802[2].

## Distinctions
- Correspondant de l'Académie des sciences de Göttingen, 1802
- Membre de l'Académie des sciences de Varsovie, 1804
- Membre de l'Académie de médecine de Paris, 1806
- Membre de la société de médecine de Vilnius, 1809
- Virtuti Militari, 1809
- Légion d'honneur, 1811
- Professeur honoraire de l'université de Cracovie, 1811

## Sources et bibliographie
- Notices d'autorité :   - VIAF
  - ISNI
  - GND
  - Pologne
  - NUKAT
  - Tchéquie
- Biographie universelle et portative des contemporains, volume 2, partie 1, Paris, 1826, p. 69.